# John Schoenherr
John Carl Schoenherr (født 5. juli, død 8. april 2010) var en prisvindende amerikansk illustrator. Han blev posthumt i 2015 optaget i Science Fiction and Fantasy Hall of Fame.
Schoenherr er formentlig bedst kendt for at være den oprindelige illustrator af Frank Herbert science fiction roman Klit (Dune) fra 1965 og har efterfølgende leveret adskillige illustrationer til senere romaner og arbejder i Dune-serien.
Schoenherr illustrerede også dyreliv og børnebøger og har tillige leveret illustrationer til NASA.

## Priser
- 1965 Hugo Award for Best Professional Artist[2][3]
- 1988 Caldecott Medal for Owl Moon af Jane Yolen
- 2015 Science Fiction and Fantasy Hall of Fame[4][5]